# Donald Trump Jr.
Donald John Trump Jr. (Manhattan, Nueva York; 31 de diciembre de 1977) es un empresario, economista y personalidad televisiva estadounidense. Es el primogénito de Donald Trump, magnate de negocios estadounidense y 45.° y 47.° presidente de los Estados Unidos, e Ivana Trump. Actualmente, junto a su hermana Ivanka y su hermano Eric, ocupa el cargo de vicepresidente ejecutivo de la empresa familiar The Trump Organization. 

## Biografía
Nació en el distrito neoyorquino de Manhattan, el 31 de diciembre de 1977. Es el primer hijo del empresario y 45 presidente de los Estados Unidos Donald Trump y de la modelo, deportista y escritora checa Ivana Trump. Sus hermanos son Ivanka y Eric Trump; y sus medio hermanos Barron y Tiffany Trump.
Recibió su educación en la institución preparatoria "The Hill School" situada en Pottstown (Pensilvania) y seguidamente ha estudiado en la Universidad de Pensilvania y en la Escuela de negocios Wharton de Filadelfia, con las cuales ha logrado obtener un título de grado Bachelor of Science en Economía.
Cabe destacar que apareció como asesor de invitados y juez en diversas ocasiones en la quinta temporada de 2006 y en 2014 del programa de televisión The Apprentice, emitido en la cadena NBC y cuyo premio es lograr unos 250.000 dólares y un contrato para poder dirigir una de las empresas de su padre.
De vez en cuando ha colaborado con algunos de sus hermanos, sobre todo en asuntos de la la organización.
Apoyó a su padre para la candidatura hacia la presidencia del país, fue delegado e intervino en la segunda noche de la Convención Nacional Republicana de 2016.

## Vida privada
Por influencia de su madre, habla fluidamente checo.
El día 12 de noviembre de 2005, contrajo matrimonio con la modelo Vanessa Kay Haydon. La ceremonia tuvo lugar en el destacado "Mar-a-Lago" de Palm Beach (Florida) y fue oficiada por su tía Maryanne Trump Barry (hermana mayor de su padre), que era Jueza de la Corte del Distrito de Nueva Jersey y del Tercer Circuito de Cortes de Apelaciones de Estados Unidos.
Su esposa Vanessa nació el 18 de diciembre de 1977 y sus padres son Bonnie Evans y John Pergolizzi. Tiene ascendencia judía y danesa. Fue alumna de la Dwight School y se licenció en Psicología por el Marymount Manhattan College de la Ciudad de Nueva York.
Ambos tienen dos hijas y tres hijos: Kai Madison (n. 12 de mayo de 2007); Donald John III (n. 18 de febrero de 2009); Tristan Milos (n. 2 de octubre de 2011); Spencer Frederick (n. 21 de octubre de 2012); y Chloe Sophia (n. 16 de junio de 2014).
Desde principios de 2018, hasta finales de 2024; estuvo en una relación con Kimberly Guilfoyle, quien ha sido amiga de la familia Trump desde hace ya varios años.